# Зоро: Шпагата и розата
„Зоро: Шпагата и розата“ (на испански: Zorro: La Espada y la Rosa) е испаноезична теленовела, създадена по историите на Джонстън Маккъли. Теленовелата е продукция на компаниите Телемундо, Sony Pictures Television International (SPTI) и RTI Colombia от Уго Леон Ферер. Телемундо излъчва сериала от 12 февруари до 23 юли 2007. В главните роли са Кристиан Майер и Марлене Фавела. Заглавната песен „Amor Gitano“ („Циганска любов“) е записана от Бионсе и Алехандро Фернандес.
„Зоро“ е закупена от разпространители в 96 страни.

### Сюжет
Действието се развива в град Лос Анхелес, Калифорния. Народът живее под тирания, а тиранинът е Рикардо Монтеро, военният комендант на града. Монтеро налага непосилни данъци, измъчва бедните, злоупотребява с властта, воден от политически амбиции и материални облаги. Единственият, който се бори с тиранина, е Зоро. Зад черната маска се крие спасителят на онеправданите, защитникът на бедните, най-добрият фехтовчик по тези земи, най-привлекателният и мистериозен мъж и най-големият кошмар на Монтеро. Единствените, които знаят името на магьосника с шпагата, са отец Томас и верният му другар Бернардо. Зад маската на Зоро всъщност се крие Диего де ла Вега - млад мъж, син на изтъкнатия военен със знатно потекло дон Алехандро де ла Вега. Майка му е индианка, убита, когато Диего е бил малък. В действителност Зоро не носи маска, Диего де ла Вега е с маска и му е все по-трудно да се крие зад нея и да се преструва на лекомислен младеж, за какъвто го смята дори баща му. Диего се преструва, че не умее да си служи с шпага, че е най-обикновен земевладелец, обичащ изискания живот, виното и жените само и само да не събуди съмнението на никого в града на ангелите. Пазенето на тази тайна става все по-трудно, когато среща Есмералда Санчес де Монкада, дъщерята на Мерседес Майорга де Арагон и Фернандо Санчес де Монкада. Есмералда пристига от Испания с баща си, леля си Алмудена и сестра си Мария Анхел, защото дон Фернандо е избран за губернатор на Лос Анхелес. Есмералда знае, че майка и е починала преди много години и не я познава, но как ли ще се развие животът и, когато разбере , че Мерседес не само е жива, ами е държана затворена 20 години в затвора Каяо, защото е законната наследница на испанската корона? Между Диего и Есмералда ще пламне най-страстната любов, а Есмералда ще докаже, че е достойна спътница на Зоро. Двамата ще се изправят срещу тиранията, неправдата, лъжите, Монтеро, Мария Анхел, Фернандо, за да защитят любовта си и свободата, своята и на народа.

## В България
В България сериалът е излъчен през 2008 г. по bTV. Ролите се озвучават от артистите Йорданка Илова, Силвия Русинова, Александър Митрев, Димитър Иванчев и Иван Танев.
От 9 октомври 2012 г. до 27 март 2013 г. теленовелата се излъчи отново, но този път по bTV Lady.